# Ljubov' Serafima Frolova
Ljubov' Serafima Frolova (Любовь Серафима Фролова) è un film del 1968 diretto da Semёn Isaevič Tumanov.